# Barni
Barni – miejscowość i gmina we Włoszech, w regionie Lombardia, w prowincji Como, położona nad rzeką Lambro, w pobliżu jeziora Como.
Według danych na rok 2004 gminę zamieszkiwało 501 osób, 100,2 os./km².